# Gustav Eberhard (Astronom)

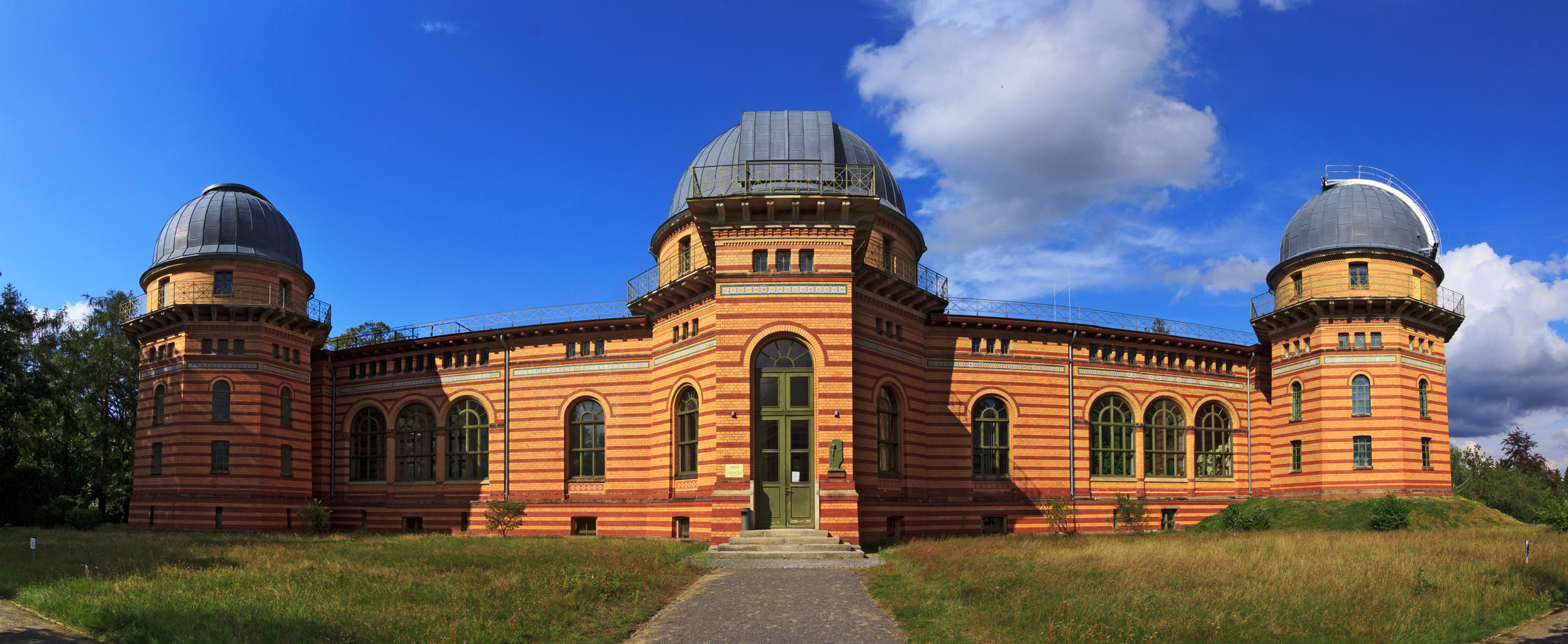
Astrophysikalisches Observatorium Potsdam

Alexander Paul Julius Gustav Eberhard (* 10. August 1867 in Gotha; † 3. Januar 1940 in Potsdam) war ein deutscher Astronom.

## Leben
Gustav Eberhard war der Sohn des Architekten Bruno Eberhard (1836–1901) und dessen Ehefrau Emilie (1845–71), geborene Meßmer. Der Architekt und Hofbaurat Gustav Eberhard war sein Großvater. Gustav Eberhard studierte an den Universitäten in Leipzig, Berlin und München und wurde 1892 mit seiner Inaugural-Dissertation über die Cosmogonie von Kant bei Hugo von Seeliger in München zum Dr. phil. promoviert.

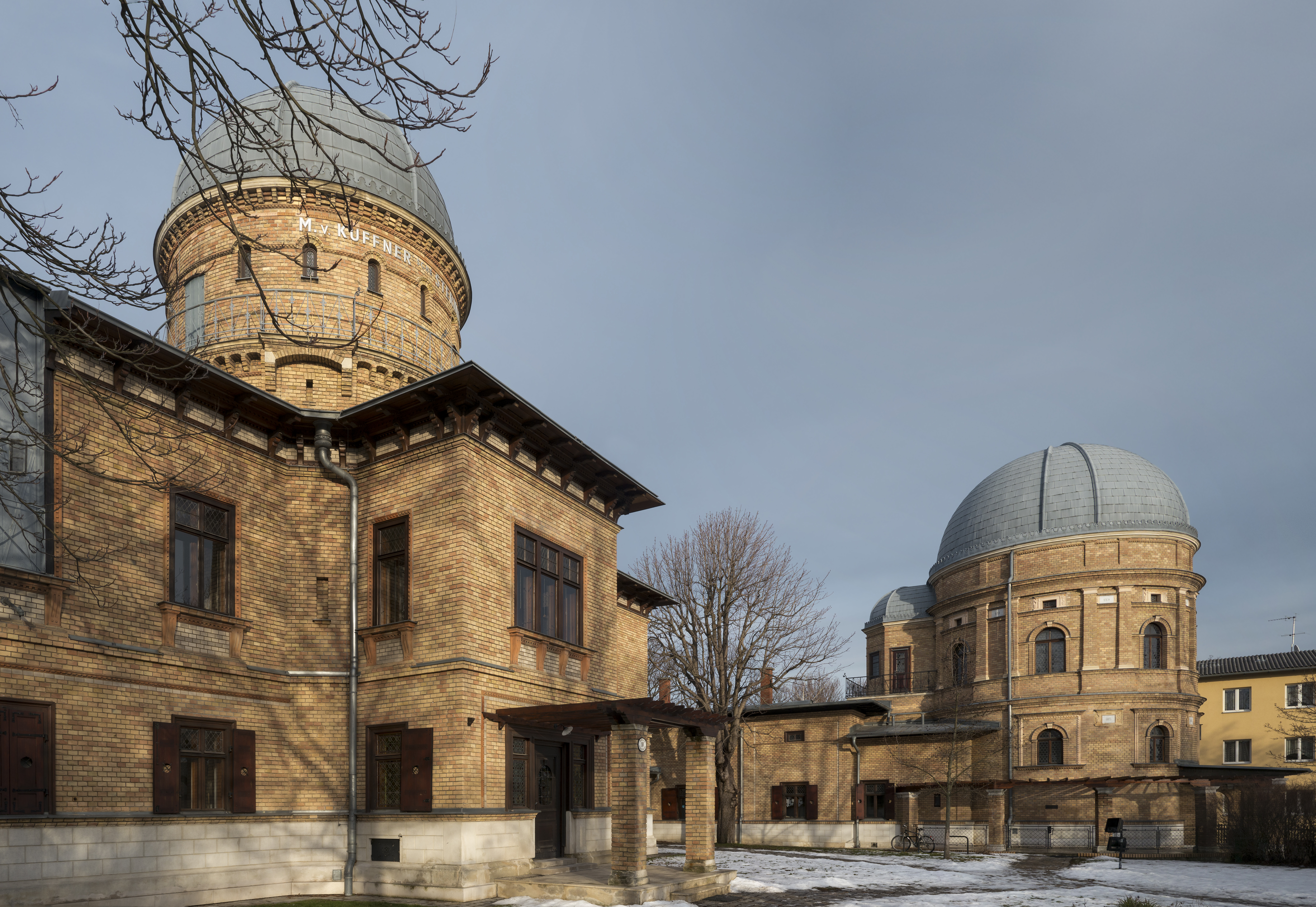
Kuffner-Sternwarte

Anschließend arbeitete Eberhard vom 1. April 1892 bis Ende 1895 an der Kuffner-Sternwarte in Wien-Ottakring. Gustav Eberhard führte Zonenbeobachtungen durch, untersuchte farbempfindliche Platten und beschäftigte sich mit Fragen der Spektralphotometrie.
Nach kurzen Verwendungen an den Sternwarten in Gotha (1896) und Bamberg (1897) wurde er im Jahr 1898 Assistent am Astrophysikalischen Observatorium in Potsdam. Eberhard, der den Professorentitel führte, wurde im Jahr 1916 zum Hauptobservator ernannt und wirkte in Potsdam in diesem Bereich bis zu seinem Ruhestand im Jahr 1932. Nach seinem Ruhestand arbeitete er noch bis 1936 an der Redaktion des „Handbuchs der Astrophysik“ bis zu dessen vollständigem Abschluss. Gustav Eberhard hat vor allem durch seine wissenschaftlichen Untersuchungen zur Spektroskopie der seltenen Elemente Bekanntheit erlangt.
Gustav Eberhard war Mitglied der Astronomischen Gesellschaft und wurde am 29. November 1921 zum Mitglied (Matrikel-Nr. 3460) der Deutschen Akademie der Naturforscher Leopoldina gewählt.
Nach Gustav Eberhard ist der Eberhard-Effekt oder Kanteneffekt (auch: Saumeffekt) bezeichnet, ein Entwicklungseffekt in der Analogfotografie, der die Erhöhung der Kantenschwärzung an der Grenze zwischen stark und schwach belichteten – also dunklen und hellen – Partien bezeichnet.
Er war seit 1903 mit seiner Frau Gertrud, geborene Müller, einer Tochter des Astronomen Gustav Müller, verheiratet. Der gemeinsame Sohn Wolfram Eberhard wurde Sinologe und Ethnologe und lehrte bis 1976 als Professor für Soziologie an der University of Berkeley.

## Schriften
- Die Cosmogonie von Kant. K.K. Hofbuchhandlung W. Frick, Wien 1893
- Untersuchungen über das Spektrum des Siliciums. In: Zeitschrift für wissenschaftliche Photographie, Photophysik und Photochemie, 1, 1903, S. 346–355 (Digitalisat)
- Spektroskopische Untersuchung der Terbiumpräparate von Dr. G. Urbain. In: Sitzungsberichte der Königlich Preussischen Akademie der Wissenschaften zu Berlin, 1906, S. 384–404 (Digitalisat)
- Über die weite Verbreitung des Scandium auf der Erde. In: Sitzungsberichte der Königlich Preussischen Akademie der Wissenschaften zu Berlin, 1908, S. 851–868 (Digitalisat)
- Über die weite Verbreitung des Scandium auf der Erde II. In: Sitzungsberichte der Königlich Preussischen Akademie der Wissenschaften zu Berlin, 1910, S. 404–426 (Digitalisat)